# Okishima
Die Okishima (jap. 沖島), auch Okinoshima (沖ノ島) genannt, ist die größte der drei Inseln im japanischen Biwa-See und die einzige dauerhaft bewohnte Insel in japanischen Inlandsgewässern.

## Geographie
Die 1,51 km² große Insel ist die Spitze eines Berges, der sich vom in über 100 m Tiefe abfallenden Grund des Biwa-Sees in unmittelbarer Nähe zum Ufer erhebt. Die Form der Okishima entspricht in etwa einem „Y“, wobei zwei Arme von einem Bergrücken gebildet werden. Der dritte, mittellange Arm besteht aus einem weiteren Hügel, der vom Hauptmassiv durch einen nur wenige Meter über den Wasserspiegel ragenden, aber einige dutzend Meter breiten Pass getrennt ist. Der höchste Punkt liegt auf dem längsten Arm fast 100 Meter über dem Wasserspiegel. Der kleinere Hügel ist nur wenige Dutzend Meter hoch. Die größte Ausdehnung der Insel beträgt über 2,5 km. Das Ufer ist etwa 6,8 km lang. Da die Arme der Insel nur mit meist steileren Hängen bedeckt sind, findet sich die einzige flache Stelle im Bereich des Passes. Inzwischen wurden einige Uferabschnitte allerdings eingeebnet. Die Insel ist im nicht bebauten Bereich fast vollständig von undurchdringlicher Macchia bedeckt, die Erosionen verhindert.

## Lage
Der Biwa-See hat in etwa die Form eines Ovals mit einer Nordost-Südwest-Längsachse. Seine Ausdehnung beträgt über 60 mal knapp 20 km. Die Okishima liegt am Südostufer des Sees in der Mitte der Längsachse. Die Insel liegt etwa parallel zum Ufer. Der Bergrücken der Insel setzt sich auf dem Festland in Form einer Landzunge fort und erreicht dort über 400 m Höhe. Der kleinste Abstand von der Insel zum Ufer beträgt kaum mehr als einen Kilometer zu vorher genannter Landzunge und etwa 1,5 km zum durchgehenden Uferstreifen. Zum gegenüberliegenden Nordwestufer sind es gut neun Kilometer.

## Geschichte
Der Biwa-See entstand vor etwa 5 Millionen Jahren und war den Großteil der vergangenen Zeit klein und flach. Die Okishima und eine zweite, näher am Ufer liegende und etwas größere Insel entstanden daher erst relativ spät. Beide Inseln sind schon seit Jahrtausenden besiedelt, auf der Okishima lebte einst ein Vielfaches der heutigen Bevölkerung. Aus dieser Zeit stammen die Heiligtümer, das Postamt, der große Hafen und die Grundschule. Mit der Öffnung Japans begann die Abwanderung in die Städte, die den Inseln als Lebensraum und Warenumschlagsplatz ihre Bedeutung nahm. Der Bereich des Sees um die Nachbarinsel der Okishima wurde aufgeschüttet, zurück blieb ein neuer, kleiner See (西ノ湖, Nishi-no-ko, dt. „westlicher See“). Die Insel existierte als solche nicht mehr. Der Okishima blieb dieses Schicksal wohl unter anderem auch aus technischen Gründen erspart, Mitte des letzten Jahrhunderts jedoch wurde die zuvor eigenständige Insel im Rahmen der Gebietsreform in die Stadt Ōmihachiman (vormals Hachiman), die auf dem benachbarten Festland liegt, eingemeindet und ist bis heute ein Ortsteil davon.

## Bevölkerung
Auf der Insel leben heute etwa 450 Menschen im Stadtteil Okishima-chō von Ōmihachiman. Dieses hat von oben gesehen die Form eines „H“. Der Querbalken des H verläuft über den Bergpass der Insel, die Längsarme schmiegen sich an den einander gegenüberliegenden Uferhängen entlang. Die Bevölkerung ist extrem überaltert. Nur sieben 6- bis 12-Jährige leben auf der Insel und besuchen die Okishima-Grundschule (沖島小学校), früher waren es über 150 Kinder. Die Handvoll Mittel- und Oberschüler fahren jeden Tag mit Fähre und Bus nach Ōmihachiman in die Schule. Der Großteil der Menschen arbeitet auf dem Festland, der Rest (hauptsächlich über 80-Jährige) als Kleinbauern. Der Umgang zwischen den Leuten und deren Selbstversorgung erinnert stark an vergangene Jahrhunderte. Der Trend der Abwanderung macht sich weiter bemerkbar. Gleichzeitig zieht niemand auf die Insel, deren Bevölkerung sich seit Jahrzehnten auf sieben Großfamilien verteilt.

## Verkehr
Der einzige Hafen der Insel ist per Fähre mit dem nächstliegenden Hafen auf dem Festland verbunden. Die zweistündliche Überfahrt auf der zwei Kilometer langen Strecke dauert gut zehn Minuten und kostet einfach etwa vier Euro. Auf der Insel gibt es zwar asphaltierte „Straßen“, jedoch kein einziges motorisiertes Fahrzeug. Der Ort ist zu Fuß in höchstens 15 Minuten zu durchqueren. Fahrräder sind das gängigste Fortbewegungsmittel. Das Wegenetz beschränkt sich aufgrund der dichten Vegetation auf bebaute Teile des Ufers und den kleineren Hügel. Inselumquerungen oder Besteigen und Überqueren des Hauptberges sind daher nicht möglich. Vom Festlandhafen aus kann man mit dem Bus Stadtmitte und Bahnhof von Ohmihachiman in einer Viertelstunde erreichen. Viele Inselbewohner haben am Ufer allerdings einen eigenen Wagen geparkt.

## Name der Insel
Die japanische Bezeichnung setzt sich zusammen aus 沖 (dt. „mitten im Wasser“) und 島 (dt. „Insel“). Aufgrund ihrer Größe wird sie von vielen als einzige „richtige“ Insel im See betrachtet, was ihr zu diesem Namen verhalf. Die anderen beiden Inseln, die von der Lage her viel eher „mitten im Wasser“ liegen, sehen von der Ferne nur wie einzelne Felsen im Wasser aus. Die Okishima, auch aus der Entfernung als größerer Berg zu erkennen, bekam daher diesen Namen. Ungebräuchlicher ist die Bezeichnung Okinoshima (沖ノ島). Das ノ bedeutet „von“. Japanische Substantive werden je nach Fall entweder mit oder ohne no verbunden, in geographischen Namen ist, wie hier, oft beides zugleich möglich.

## Sehenswertes
Wenn man ein paar Tage Pufferzeit bei seiner Reise nach Westjapan hat, und die sollte man sich unbedingt nehmen, ist ein Besuch der Insel dringend anzuraten. Sie ist mit Zug, Bus und Schiff mehrmals stündlich von Kyōto aus in einer Stunde zu erreichen. Schon die Bootsfahrt ist ein Erlebnis: Der Blick von der alten Fähre eröffnet interessante Blicke auf Ufer und Festland. Auf der Insel sollte man die kleine Grundschule besichtigen und den Weg zum Schrein nehmen. Sehenswert sind auch die engen Gassen der Ortschaft im Bereich des Bergpasses, der Tempel auf dem kleineren Hügel und die Obstgärten am Nordostufer. Am Hafen kann man frisch gefangene Fische und Meerestiere erstehen. Sehr aufschlussreich ist es, sich mit Einheimischen zu unterhalten, um die Mentalität der Insel zu verstehen.